# Lonchoptera
Genre
Lonchoptera est un genre d'insectes diptères brachycères de la famille des Lonchopteridae.

## Liste d'espèces
Selon GBIF (30 novembre 2024) :
- Lonchoptera acinaris (Séguy, 1938)
- Lonchoptera africana Adams, 1905
- Lonchoptera alexeji Kuznetzov & Kuznetzova, 1995
- Lonchoptera alfhildae Andersson, 1971
- Lonchoptera anderssoni Joseph & Parui, 1976
- Lonchoptera annikaae Andersson, 1971
- Lonchoptera apicalis (Okada, 1935)
- Lonchoptera barberi Klymko, 2008
- Lonchoptera bifurcata (Fallén, 1810)
- Lonchoptera birmanica Andersson, 1971
- Lonchoptera birmensis Andersson, 1971
- Lonchoptera bisetosa Dong & Yang, 2011
- Lonchoptera brunettii Joseph & Parui, 1979
- Lonchoptera casanova Andersson, 1971
- Lonchoptera caudala Yang, 1995
- Lonchoptera caudexcavata Dong & Yang, 2011
- Lonchoptera chinica (Yang, 1998)
- Lonchoptera ciliosa Dong & Yang, 2011
- Lonchoptera curtifurcata (Yang, 1998)
- Lonchoptera curvisetosa Dong & Yang, 2011
- Lonchoptera digitata Dong
- Lonchoptera elinorae Andersson, 1971
- † Lonchoptera eocenica Amorim & Brown, 2019
- Lonchoptera excavata Yang & Chen, 1995
- Lonchoptera fallax Meijere, 1906
- Lonchoptera flava
- Lonchoptera guptai Joseph & Parui, 1981
- Lonchoptera gutianshana Yang, 1995
- Lonchoptera hakonensis Matsumura, 1916
- Lonchoptera hasanica Kuznetzov & Kuznetzova, 1995
- Lonchoptera impicta Zetterstedt, 1848
- Lonchoptera japonica Matsumura, 1915
- Lonchoptera kamtschatkana (Czerny, 1934)
- Lonchoptera longiphallus Klymko, 2008
- Lonchoptera longisetosa (Yang & Chen, 1998)
- Lonchoptera lutea Meigen
- Lonchoptera lutea Panzer, 1809
- Lonchoptera maculata Smith, 1974
- Lonchoptera magnifica Kuznetzov & Kuznetzova, 1995
- Lonchoptera malaisei Andersson, 1971
- Lonchoptera megaloba Klymko, 2008
- Lonchoptera meijeri Collin, 1938
- Lonchoptera melanostoma Yang, 1998
- Lonchoptera multiseta Dong & Yang, 2011
- Lonchoptera nerana Vaillant, 1989
- Lonchoptera nevadica (Vaillant, 1989)
- Lonchoptera nigrociliata Duda, 1927
- Lonchoptera nitidifrons Strobl, 1898
- Lonchoptera orientalis (Kertész, 1914)
- Lonchoptera pictipennis Bezzi, 1899
- Lonchoptera pinglongshanensis Dong, Pang & Yang, 2008
- Lonchoptera pipi Andersson, 1971
- Lonchoptera platytarsis (Okada, 1935)
- Lonchoptera pseudolutea Whittington & Beuk, 2022
- Lonchoptera rava Whittington, 1991
- Lonchoptera sapporensis Matsumura, 1915
- Lonchoptera scutellata Stein, 1890
- Lonchoptera shaanxiensis Dong
- Lonchoptera stackelbergi (Czerny, 1934)
- Lonchoptera strobli Meijere, 1906
- Lonchoptera tarsata Kuznetzov & Kuznetzova, 1995
- Lonchoptera tarsulenta Yang, 1998
- Lonchoptera tautineura (Yang, 1998)
- Lonchoptera transvaalensis Stuckenberg, 1963
- Lonchoptera tristis Meigen, 1824
- Lonchoptera ugandensis Whittington, 1991
- Lonchoptera unicolor Dong, Pang & Yang, 2008
- Lonchoptera uniseta Curran, 1934
- Lonchoptera vaillanti Zwick, 2004
- Lonchoptera vesperis Stuckenberg, 1963
- Lonchoptera vinsoni Vaillant, 1992

## Systématique
Le nom valide complet (avec auteur) de ce taxon est Lonchoptera Meigen, 1803.
Lonchoptera a pour synonymes :
- Lonchopteryx Stephens, 1829
- Loncoptera Rondani, 1856
- Musidora Meigen, 1800